# Tití lleó de gropa daurada
El tití lleó de gropa daurada (Leontopithecus chrysopygus) és una espècie de mico de la família dels cal·litríquids.

## Descripció
- Pesa 540–690 g.
- Fa 26-33 cm de llargària.
- Té un pelatge negre brillant amb clapes de color vermellós daurat a les natges, les cuixes i la base de la cua.
- La llarga cabellera que li emmarca la cara és de color negre.
- Les seves mans tenen dits llargs especialitzats per sondejar les esquerdes que hi ha a l'escorça dels arbres per trobar-hi insectes.
- Presenta dimorfisme sexual: els mascles són més grossos que les femelles.[2][3][4]

## Reproducció
Assoleix la maduresa sexual als 2 anys. La gestació té una durada de 125-132 dies i els naixements de les cries tenen lloc entre el setembre i el març.

## Alimentació
Menja fruites, insectes, flors, nèctar, baies, llavors, fulles tendres, ous d'aus i petits vertebrats (com ara, granotes, sargantanes i pollets).

## Hàbitat
Viu als boscos tropicals fins als 700 m d'altitud, incloent-hi els boscos humits de la plana costanera del litoral. Prefereix zones de vegetació densa, especialment quan hi ha bromèlies.

## Distribució
Es troba a São Paulo (Brasil).

## Costums
És diürn i arborícola. A la nit, tots els membres del grup dormen plegats en el forat d'un arbre.

## Estat de conservació
Es creia extingit des del 1905 fins que va ésser redescobert el 1970 en una reserva al sud-oest de São Paulo. En aquell moment s'estimà que la seva població era de menys de 100 individus. Avui dia, se'n coneixen sis poblacions amb un total de menys de 1.000 individus i les seves principals amenaces són la desforestació (per a obtenir fusta, carbó vegetal i terrenys per a les plantacions, les pastures i la indústria), la caça, els incendis forestals i la fragmentació del seu hàbitat.